# Jørgen Steen Madsen
Jørgen Steen Madsen (født d. 23. april 1946 i Frederiksberg) er kultursociolog. Han er mag.art. i kultursociologi (1976) og fil.dr. i sociologi (1991) Han har – sammen med Jesper Due – arbejdet med forskellige former for arbejdsmarkedssociologi og var i 1999 med til at stifte forskningscentret FAOS. Han blev professor ved Sociologisk Institut, ,på Københavns Universitet i 2005.